# Konda
El Konda - Конда (rus) - és un riu de Rússia, de Sibèria Occidental. Té una llargària de 1.097 km. És un afluent per l'esquerra de l'Irtix (de la conca de l'Obi).

## Geografia
Contràriament a l'orientació general del curs de les aigües siberianes cap al nord, el Konda s'orienta principalment cap al sud. El riu efectua un llarg bucle en la plana baixa de l'Obi-Irtix. Adopta al començament una direcció sud-oest, després sud-est. En el seu curs inferior s'orienta progressivament cap a l'est, per remuntar de seguida cap al nord - nord-est poc abans de la seva confluència amb l'Irtix. El seu curs travessa el que s'anomena la plana de Konda, que està formada per diversos llacs.
Té una conca d'aproximadament 72.800 km², amb un cabal mitjà de 342 m³/s, i arriba als 375 m³/s a l'alçada de la seva confluència.
El riu es glaça a partir de finals d'octubre o començaments de novembre fins a finals d'abril o començaments de maig.